# Melitta dimidiata
Melitta dimidiata är en biart som beskrevs av Morawitz 1876. Den ingår i släktet blomsterbin och familjen sommarbin. Inga underarter har identifierats.

## Beskrivning
Bakkroppen är svart, hos honan med vita hårband längs bakkanterna på tergit 2 till 4. Honan har dessutom rödaktigt hår på tergiterna 2 och 3. Clypeus är mycket kort hos honan, dubbelt så hög som bred, medan hos hanen både clypeus och ansiktet är täckta med tätt, vitt hår. Honan är omkring 13 mm lång, hanen nästan 12 mm.

## Utbredning
Utbredningsområdets västgräns går från södra England (Salisbury Plain) till östra Spanien, och dess nordgräns från Nederländerna till nordvästra Vitryssland. Utbredningsområdet sträcker sig till västra Ryssland och via Turkiet till Afghanistan.

## Ekologi
Habitatet utgörs av buskageterräng av medelhavstyp (macchia) och tempererade gräsmarker, gärna på kalkgrund. Arten är oligolektisk på ärtväxten esparsett (Onobrychis viciifolia). Hanen kan dessutom använda blommorna hos toppklocka, åkervädd, blåeld och prästkrage som skydd.
Som alla blomsterbin är arten solitär. Honan gräver sina larvbon i jorden.

## Status
IUCN har rödlistat arten som nära hotad ("NT"). Främsta skälet till artens tillbakagång är att värdväxten esparsett, som förr till stor del använts som kvävekälla genom gröngödsling, i allt mer har ersatts av konstgödsel.